# Gonzalo Arconada
Gonzalo Arconada Echarri (San Sebastián, 23 luglio 1961) è un allenatore di calcio spagnolo.
È il fratello di Luis Arconada, anch'egli calciatore.

## Palmarès
- Segunda División: 1

Numancia: 2007-2008
- Coppa della Regina: 1

Real Sociedad: 2018-2019